# Karl Seufert
Karl Seufert (ur. 1 listopada 1913 w Würzburgu, zm. ?) – zbrodniarz hitlerowski, członek załogi obozów koncentracyjnych Auschwitz-Birkenau i Majdanek oraz SS-Hauptscharführer.
Z zawodu był mechanikiem. Członek NSDAP od 25 maja 1934 i SS od 5 maja 1934. W początkowej fazie II wojny światowej był przydzielony do tzw. Divisionsnachschublager, który miał za zadanie zaopatrywać w broń frontowe formacje SS. W listopadzie 1940 Seufert został ze swoją jednostką skierowany do obozu oświęcimskiego. W okresie tym pełnił funkcję Kommandoführera na bloku 11, będącym obozowym blokiem śmierci. 15 listopada 1941 przeniesiono go do obozu w Majdanku. Powrócił stamtąd do kompleksu Auschwitz-Birkenau z końcem sierpnia 1944 i pełnił służbę jako Kommandoführer jednej z drużyn roboczych w Monowicach aż do stycznia 1945, gdy nastąpiła ewakuacja obozu.
Karl Seufert zasiadł po wojnie na ławie oskarżonych w trakcie pierwszego procesu oświęcimskiego przed Najwyższym Trybunałem Narodowym. Postawiono mu dwa zarzuty w związku z jego służbą na bloku 11. Po pierwsze: iż uczestniczył w próbnym zagazowaniu ok. 600 jeńców radzieckich 3 września 1941. Po drugie: że znęcał się nad więźniami, skazując ich na kary tzw. słupka oraz nieustannie bijąc ich i kopiąc. Z pierwszego zarzutu Seufert wobec sprzecznych zeznań świadków został uniewinniony. Natomiast uznano go winnym zarzutu drugiego i skazano 22 grudnia 1947 na karę dożywotniego pozbawienia wolności.